# Dimitrie Cantemir
Dimitrie Cantemir is een gemeente in het Roemeense district Vaslui. Dimitrie Cantemir telt 2937 inwoners.
De plaats is genoemd naar de 17de/18de-eeuwse Dimitrie Cantemir, korte tijd prins van Moldavië, die hier geboren is. 
Dimitrie Cantemir is ook de naam van een dorp in de gemeente Izvoarele in het district Giurgiu in zuidelijk Roemenië. 